# Christian Biegai
Christian Biegai (* 14. Dezember 1974 in Berlin) ist ein deutscher Filmkomponist und Saxophonist.

## Filmografie (Auswahl)
- 2002: Whistle (Kurzfilm)
- 2007: Wir sagen Du! Schatz.
- 2008: The Big Picture
- 2008: Nacht vor Augen
- 2009: Tatort – Im Sog des Bösen
- 2009: Berggorillas – Ugandas sanfte Riesen
- 2011: Der Brand
- 2013: Grenzgang
- 2013: Das kalte Eisen
- 2011–2019: Löwenzahn (Fernsehserie, 35 Folgen)
- 2015: Ellas Entscheidung
- 2015: Mi America
- 2018: Ku’damm 59 – Im Urwald
- 2019: Tatort – Die Pfalz von oben
- 2020–2024  Blutige Anfänger (TV-Serie)
- 2020: Der Barcelona-Krimi – Blutiger Beton
- 2021: Tatort: Rhythm and Love
- 2022: Tatort: Propheteus
- 2023: Tatort: MagicMom
- 2024: Tatort: Unter Gärtnern
- 2025: Tatort: Fiderallala

## Installationen
- Dwelling for Norduung (2009), Musikinstallation für 4 Lautsprecher zu einer Skulptur von Gregor Kregar

## Konzertmusik
- Zapping (2011) für 2 Sopransaxophone und Tape
- Quartett (2013) für Saxophonquartett
- TV Nation (2014) für Sopransaxophon, Klavier und Tape
- Quintett (2017) für Saxophonquartett und Klavier
- Kippers and Curtains (2018) für Baritonsaxophon, Violine und Tape
- Mensch Maschine System (2018) für 4 Ewis, Drum Machine und Samples

## Diskografie
Filmmusik
- 2020: Blutige Anfänger[1]
- 2020: Der Barcelona Krimi[2]

## Auszeichnungen
- 2008: Qantas Television Awards 2008 for Best Original Music in General Television
- 2022: Deutsche Akademie für Fernsehen: Nominierung in der Kategorie Musik für Tatort: Propheteus